# Raquel Garza
Pour les articles homonymes, voir Raquel et Garza.
Raquel Garza, née le 28 avril 1967 à Tampico, est une actrice mexicaine.

## Filmographie
- 1997 : Gente bien (série télévisée) : Martita
- 2002 : Las Vías del Amor (série télévisée) : Teresa 'Tere' (5 épisodes)
- 2003 : Amor Real (série télévisée)
- 2004 : Big Brother VIP: México (série télévisée) : Tere la Secretaria
- 2004 : Otro rollo con: Adal Ramones (série télévisée) : Tere 'La Secretaria'
- 2004 : Con todo (série télévisée) : Tere 'La Secretaria'
- 2002-2005 : VidaTv (série télévisée) : Tere 'La Secretaria' (7 épisodes)
- 2000-2005 : Mujer, casos de la vida real (série télévisée) (8 épisodes)
- 2001-2007 : La oreja (série télévisée) : Tere 'La Secretaria' (6 épisodes)
- 2006-2007 : La plus belle des laides (La fea más bella) (série télévisée) : Sara Patiño (2 épisodes)
- 2007 : Objetos perdidos (série télévisée) : divers rôles (8 épisodes)
- 2007 : Amor sin maquillaje (série télévisée)
- 2008 : Las tontas no van al cielo (série télévisée) : Hortensia (2 épisodes)
- 2009 : Atrévete a soñar (série télévisée) : Nina (5 épisodes)
- 2012 : Estrella2 (série télévisée) : divers rôles
- 2012 : Miss XV: Sueña Princesa (série télévisée) : Catalina de los Monteros / Galicia de García de Contreras (3 épisodes)
- 2012-2013 : Corona de lágrimas (série télévisée) : Martina Durán (84 épisodes)
- 2013 : Todo incluido (série télévisée) : Anita 'la recamarista'
- 2014 : La hija de Moctezuma : Brígida Troncoso
- 2014 : Fifth Floor : Senora Traducto
- 2014-2015 : Muchacha italiana viene a casarse (série télévisée) : Adela (90 épisodes)
- 2015-2016 : Pasión y poder (série télévisée) : Petra (89 épisodes)
- 2016 : Doble sentido (série télévisée) : divers rôles
- 2016 : Por siempre Joan Sebastian (série télévisée) : Carolina Jiménez (3 épisodes)
- 2016 : No Manches Frida : Miss Ingrid
- 2016 : El Vecindario 3  (téléfilm) : Paulita
- 2017 : Una Madre Pura... otra pura Madre.  (téléfilm)
- 2017 : Renta congelada (série télévisée) : Madame Patú
- 2017 : Noches con Platanito (série télévisée)
- 2011-2017 : Como dice el dicho (série télévisée) : Nery / Guille / Lidia (4 épisodes)
- 2017 : Cambalache : Yola Prieto
- 2018 : Tenías que ser tú (série télévisée) : Amanda Topete (55 épisodes)
- 2018 : +Noche (série télévisée) : divers rôles
- 2018-2019 : Amar a muerte (série télévisée) : Bárbara (72 épisodes)
- 2019 : No Manches Frida 2